# 撒固兒瀑布
撒固兒瀑布，原名佐倉瀑布，當地稱水沖（臺灣閩南語：Tsuí-tshiâng），位於花蓮縣秀林鄉的撒固兒步道內（入口處在花蓮市佐倉街369號），約18公尺高，水系為美崙溪上游的佳山溪，瀑布之名由所在的花蓮市國福里撒固兒部落命名之。早年曾是國福社區之水源地，清澈的水質更是當時國福里居民的家庭用水，也是撒奇萊雅族的活動場域之一。

## 撒固兒步道
初期並無建設撒固兒步道，在民國70~80年代佳山基地的建設導致登山入口被封鎖，於2007年撒奇萊雅族成為台灣第13個原住民族後，國福社區開始爭取資源，積極投入重新整治佳山溪河道、入口意象、觀光導覽指引等，也爭取撒固兒步道的登山入口設置，於2012年起開放。原先本步道為佐倉步道瀑布支線，後經由於國福社區發展協會發起正名，希望能將佐倉步道與瀑布之名改名「撒固兒」，因此花蓮市公所邀請多名專家學者、地方耆老、民意代表及地方居民，會同花蓮縣政府原民處及林務局，辦理「佐倉步道與佐倉瀑布定名座談會」，最後佐倉步道瀑布支線及佐倉瀑布正名為「撒固兒」，佐倉步道主線則維持原稱。
撒固兒步道平緩易行、老少咸宜，沿線兩旁的樹蔭覆蓋著步道，即便在炎熱的天氣下步行亦不會感受到悶熱，為相當舒適的步道路線。撒固兒步道全長1,350公尺，海拔高度70到170公尺，以重自然生態工法整建，由土徑、碎石、拱橋、階梯及瀑布組成的森林步道，能聽到蟲鳴鳥叫、吸收植物的芬多精，週遭豐富的自然生態，也是認識大自然最珍貴的教室。

## 周遭
- 空軍佳山基地
- 佐倉步道[13]
- 花蓮寵物公園
- 國福花海（國福養生休閒園區）
- 鄉道花9線
- 鄉道花15-1線
- 花蓮縣花蓮市國福國小